# Vườn quốc gia Abisko
Vườn quốc gia Abisko là một vườn quốc gia nằm ở tỉnh Lapland, gần biên giới với Na Uy (cách khoảng 37 km đường sắt), thuộc Kiruna, thành phố lớn nhất phía bắc Thụy Điển. Nó bắt đầu từ bờ của Torne Trask, một trong những hồ nước lớn nhất Thụy Điển, và kéo dài khoảng 15 km về phía tây nam. Nó nằm về phía bắc của vòng Bắc Cực khoảng 195 km. Tổng diện tích của vườn quốc gia này là 77 km².
Được thành lập vào năm 1909, cùng năm với đạo luật đầu tiên về bảo tồn thiên nhiên của Thụy Điển được đưa ra, đây là một trong số những vườn quốc gia đầu tiên của Thụy Điển (cùng với 8 vườn quốc gia khác).
Vườn quốc gia Abisko được thành lập nhằm bảo tồn một khu vực phía bắc Bắc Âu trong tình trạng nguyên sơ của nó và nhằm nghiên cứu khoa học. Tại đây có Trạm Nghiên cứu Khoa học Abisko thành lập đầu tiên vào năm 1903, nằm gần làng Abisko và sau đó đã sáp nhập vào Viện Hàn lâm Khoa học Hoàng gia Thụy Điển vào năm 1935. Nó được sử dụng chủ yếu cho hoạt động nghiên cứu môi trường, sinh học và địa chất.

## Tự nhiên
Có rất nhiều loài chim cùng các loài động vật có vú như chồn mactet, chồn ermine, sóc, chuột Lemming. Động vật lớn hơn phổ biến nhất là Nai sừng tấm châu Âu và tuần lộc cùng chồn sói, cáo Bắc Cực, linh miêu và gấu là những loài dễ dàng bắt gặp.

## Hình ảnh

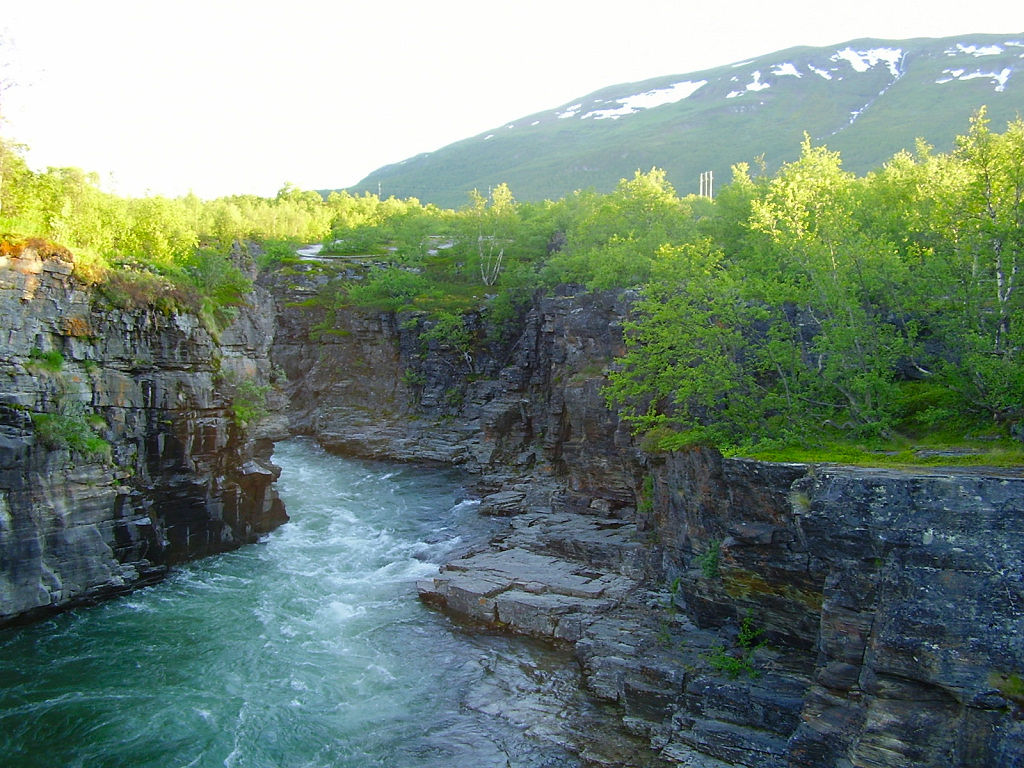
Sông Abiskojåkka
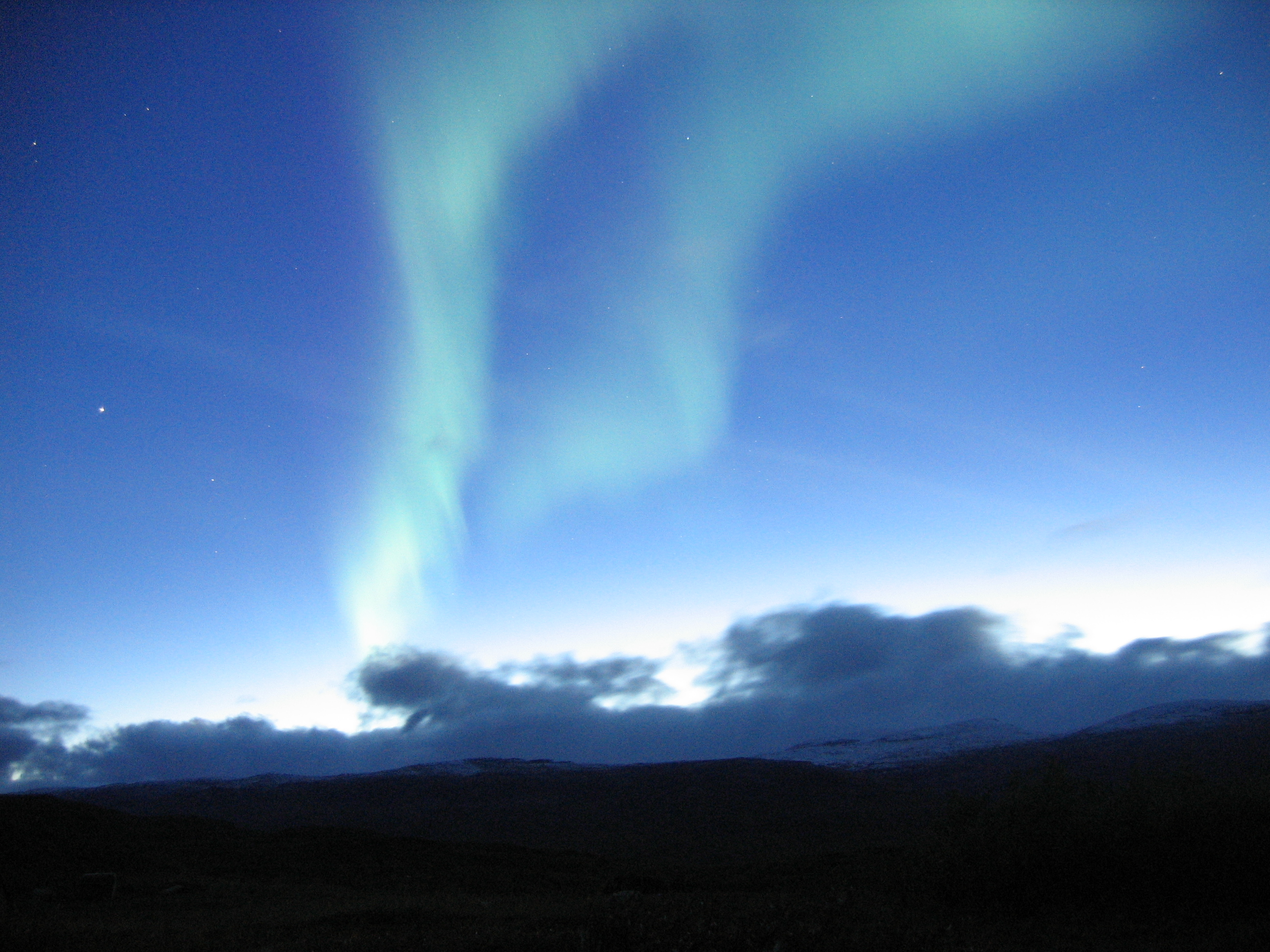
Cực quang gần Abisko
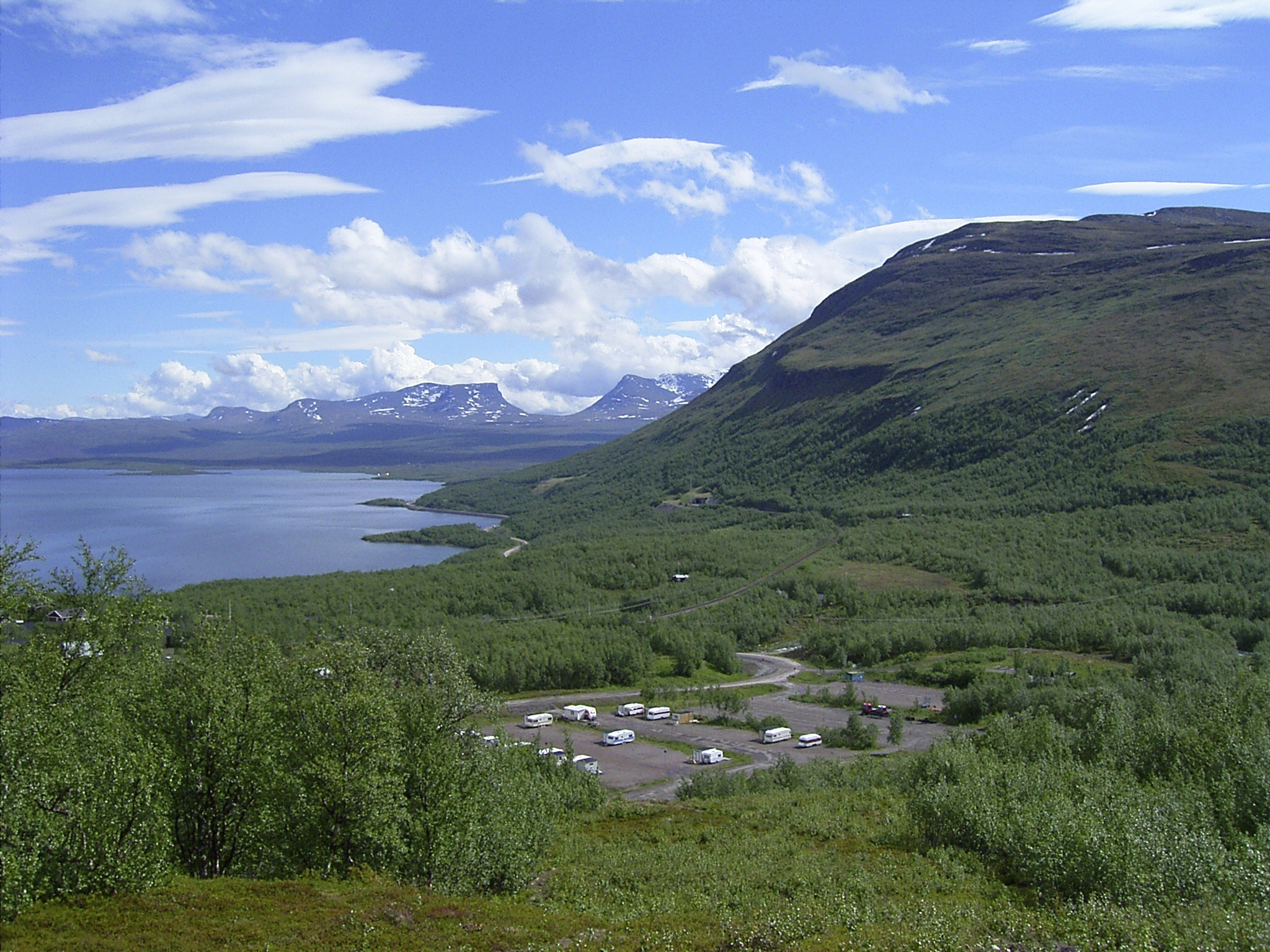
Quan sát từ Björkliden với Lapporten trong nền
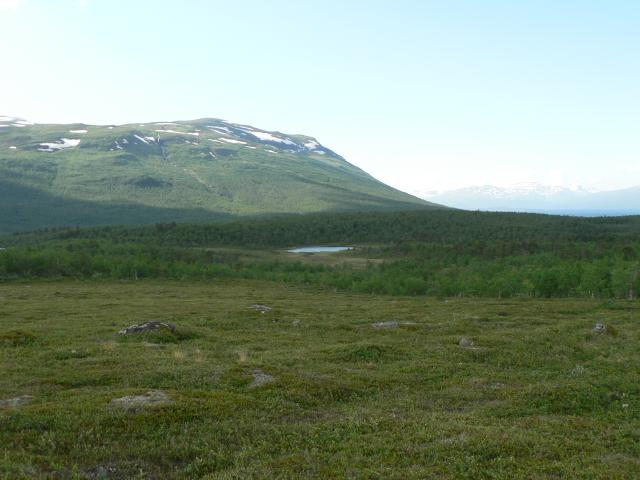
Nuolja